# Hưng Thạnh, Đồng Tháp
Hưng Thạnh là một xã thuộc tỉnh Đồng Tháp, Việt Nam.

## Địa lý
Xã Hưng Thạnh có diện tích tự nhiên 65,15 km², dân số năm 2025 là 31.368 người, mật độ dân số đạt 481 người/km²..
Về tài nguyên khoáng sản thì xã có than bùn được phát hiện vào năm 1987.

## Lịch sử
Nghị định 68-CP ngày 11 tháng 7 năm 1994 về việc thành lập xã Hưng Thạnh thuộc huyện Tân Phước thuộc tỉnh Tiền Giang.
Ngày 16 tháng 6 năm 2025, Ủy ban Thường vụ Quốc hội ban hành Nghị quyết số 1663/NQ-UBTVQH15 về việc sắp xếp các đơn vị hành chính cấp xã của tỉnh Đồng Tháp năm 2025. Theo đó, sắp xếp toàn bộ diện tích tự nhiên, quy mô dân số của các xả Hưng Thạnh (huyện Tân Phước), Phú Mỹ và Tân Hòa thành xã mới có tên gọi là xã Hưng Thạnh.
Sau khi sáp nhập, xã Hưng Thạnh có 65,15 km² diện tích tự nhiên và dân số 31.368 người.